# دهکده کماک (آرکانزاس)
دهکده کماک (آرکانزاس) (به انگلیسی: Cammack Village, Arkansas) یک شهر در ایالات متحده آمریکا با جمعیت ۷۶۸ نفر است که در آرکانزاس واقع شده‌است.